# 325 Heidelberga
Heidelberga (asteroide 325) é um asteroide da cintura principal com um diâmetro de 75,72 quilómetros, a 2,6646895 UA. Possui uma excentricidade de 0,1680242 e um período orbital de 2 093,63 dias (5,73 anos).
Heidelberga tem uma velocidade orbital média de 16,64273902 km/s e uma inclinação de 8,54318º.
Esse asteroide foi descoberto em 4 de Março de 1892 por Max Wolf.
Foi nomeado em honra à cidade alemã Heidelberg. 